# Семёновка (Дзержинский район)
Семёновка — деревня в Дзержинском районе Красноярского края. Входит в состав Нижнетанайского сельсовета.

## История
Деревня была основана в 1923 году. По данным 1926 года в деревне имелось 55 хозяйств и проживало 329 человек (156 мужчин и 173 женщины). В национальном составе населения преобладали русские. В административном отношении деревня являлась центром Семёновского сельсовета Рождественского района Канского округа Сибирского края.

## Население
| 2010 |
| ---- |
| 85   |